# Leah Pipes
Leah Sarah Pipes (ur. 12 sierpnia 1988 w Los Angeles, Kalifornia) – amerykańska aktorka filmowa i telewizyjna. Najbardziej znana z serialu Dzika Afryka, wyprodukowanego przez stację CW, gdzie zagrała Katie Clarke.

## Kariera
Po raz pierwszy w telewizji pojawiła się w 2001 roku w serialu Anioł ciemności. Występowała regularnie w Lost at Home i zaprezentowała się w filmie stworzonym przez Disney Channel Wirtualny ideał, gdzie wcieliła się w postać Samanthy. W 2006 roku pojawiła się w filmie Fingerprints oraz w serialach takich jak Jordan czy Drake i Josh. Można ją było zobaczyć w nisko budżetowym filmie Szkolny terror z roku 2005. W 2007 roku zagrała główną rolę w filmie Najlepszy strzał.
Od 2007 do 2008 roku występowała jako główna bohaterka w serialu Dzika Afryka.

## Filmografia
- 2013: The Originals: jako Camille O’Connell
- 2009: The Deep End jako Beth Bancroft
- 2009: Ty będziesz następna (Sorority Row) jako Jessica
- 2009: Fault Line
- 2008: Terminator: Kroniki Sary Connor (Terminator: The Sarah Connor Chronicles) jako Jody
- 2008: Zaklinacz dusz (Ghost Whisperer) jako Kylie
- 2007–2008: Dzika Afryka (Life Is Wild) jako Katie Clarke
- 2007: Najlepszy strzał (Her Best Move) jako Sara Davis
- 2007: Jordan (Crossing Jordan) jako Melissa Ripton
- 2006: Shark jako Jordan Metcalfe
- 2006: Fingerprints jako Melanie
- 2006: Kości (Bones) jako Kelly Morris
- 2005: Szkolny terror (Odd Girl Out) jako Stacey
- 2005: Zwariowany świat Malcolma (Malcolm in the Middle) jako Stephanie
- 2005: Fertile Ground jako Tess
- 2004: Clubhouse jako Jessie
- 2004: Drake i Josh (Drake & Josh) jako cheerleaderka Mandi
- 2004: Wirtualny ideał jako Samantha
- 2003: Lost at Home jako Sarah Davis